# Аборты в Армении
Аборты в Армении легальны по желанию женщины на сроке до 12 недель беременности, а в особых случаях — от 12 до 22 недель. Аборты были легализованы с 23 ноября 1955 года, когда Армения была республикой в составе Советского Союза. Прерывание беременности может быть произведено по желанию беременной женщины до двенадцатой недели, а по медицинским и социальным показаниям до двадцать второй недели с одобрения врача. С 2016 года, когда был принят закон, запрещающий аборты по признаку пола, перед абортом требуется обязательное консультирование и трёхдневный период ожидания. Закон подвергся критике за использование абортов по половому признаку в качестве предлога для ограничения доступа к абортам, хотя правительство отрицало это и утверждало, что не намерено ставить под сомнение право женщин на доступ к безопасным абортам.
Аборт использовался как способ контроля рождаемости в Армении, и число материнских смертей от осложнений аборта было очень высоким (от 10 до 20% в 2000 году). После масштабных реформ количество смертей снизилось до 5% в 2005 году.
В 2014 году 21,77% беременностей в Армении закончились абортом, что немного выше исторического минимума, зафиксированного в 2010 году (21,52%). По данным Организации Объединённых Наций, уровень абортов (выраженный как число абортов на 1000 женщин в возрасте 15–44 лет) составил 13,9 в 2004 году и 16,9 в 2010 году.

## Селективный аборт
Армения, как и другие страны, в частности Китай и Индия, сталкивается с проблемой абортов, обусловленных полом ребёнка (селективными абортами). Это вызвало серьёзные политические дебаты как на международном, так и на национальном уровне. Тем не менее, политика Армении по решению этой проблемы была противоречивой и подвергалась критике.
В 2016 году страна приняла правила, направленные на ограничение этой практики. Селективные аборты были прямо запрещены в 2016 году. Однако даже до 2016 года селективные аборты по признаку пола были под строгим запретом, поскольку с момента легализации абортов в Армении в 1955 году по советскому законодательству аборты после первого триместра, когда и происходят селективные аборты по признаку пола, всегда ограничивались. Единственное, что менялось несколько раз за эти годы, — это причины, установленные правительством для одобрения аборта после 12 недель. Поскольку выбор пола никогда не был одобренным юридическим основанием, такие аборты всегда были технически незаконными. Таким образом, закон 2016 года, прямо запрещающий аборты по причине выбора пола, был расценён как излишний и не имеющий юридической силы. Серьёзные разногласия были вызваны требованием трёхдневного периода ожидания. Высказывались опасения, что бедные женщины из сельской местности не смогут позволить себе несколько раз ездить в города, чтобы сделать безопасный аборт, что приведёт к увеличению числа небезопасных абортов в стране, особенно с учётом общего высокого уровня абортов. Критика политики Армении в отношении выбора пола заключается в том, что она не учитывает культуру, которая рассматривает женщин как неполноценных и которая подталкивает к выбору пола из-за того, что девочки обесцениваются.

### Социальные причины абортов по половому признаку
В отчёте за 2020 год Офис по правам человека Армении под руководством Армана Татояна заявил, что армянское общество столкнулось с фундаментальными заблуждениями относительно абортов по признаку пола. По его мнению, аборты по половому признаку являются в первую очередь дискриминацией по отношению к женскому полу и женской общественной роли. Такая склонность к гендерной предвзятости имеет две стороны. Согласно статье в октябрьском номере The Guardian за 2016 год «Закон о сокращении абортов по половому признаку в Армении, «ставящих под угрозу жизни»», входит в противоречие с точкой зрения старейшин, так как пенсии в стране низкие, а опекуном, назначенным по обычаю, становится старший сын. Традиционно новая семья дочери имеет право помешать ей заботиться о семье, из которой она произошла. Таким образом, если в семье нет мальчиков, вероятность остаться без присмотра в пожилом возрасте резко возрастает, что делает мужское потомство более предпочтительным. Аналогичным образом, давление со стороны старейшин на женщину мотивирует женщин стремиться иметь детей мужского пола, чтобы занять уважаемое положение в семье, получить гарантии на будущее и отказаться от дискриминационного отношения как со стороны старейшин, так и со стороны мужей.
По данным опроса, проведённого Фондом ООН в области народонаселения (ЮНФПА) в 2012 году среди 2830 домохозяйств по всей Армении, число женщин, предпочитающих иметь сына, в 2,7 раза превышает число тех, кто предпочитает дочь. Напротив, у каждого второго респондента (43,1%) не было предпочтений относительно пола ребёнка. Что касается второго ребёнка, то, учитывая случаи, когда первым оказывается мальчик, хотя выбор всё равно отдавался мальчикам, число женщин, отдавших предпочтение девочке, выросло почти в два раза (32,2%).
Одной из проблем, всё ещё существующих в армянском обществе, являются случаи, когда решение принимается под влиянием членов семьи, а не самостоятельно женщиной, вынашивающей ребенка. Данные ЮНФПА показывают, что из 368 опрошенных женщин решение о прерывании текущей беременности принимается мужчинами и женщинами отдельно — по 47,1% — каждым, а в 5,9% случаев — свекровью. На вопрос о том, оказывалось ли давление со стороны семьи в связи с полом ребёнка, только два респондента не испытывали никакого давления. Предпочтения семьи также можно считать прямым давлением на выбор пола, особенно учитывая, что предпочтение сыновей в семьях в шесть раз выше, чем предпочтение девочек, и составляет 64,7% и 11,8% соответственно.

### Последние наблюдения за статистикой абортов по признаку пола
По данным отчёта Министерства здравоохранения РА за 2008-2019 годы, показатели соотношения полов ежегодно колеблются. Это указывает на уровень абортов по признаку пола, поскольку существует «естественно обусловленное» соотношение полового отбора 105-100 (1,05). Чтобы понять изменения, происходящие ежегодно, необходимо учитывать резкий контраст между показателем 1,2, указанным для 2000-х годов, и статистикой последних лет. Коэффициент рождаемости за 2015 год составил 1,13. Последний улучшился в 2017 году с показателем 1,10. В 2018 году наблюдался регресс с наблюдаемым показателем 1,11.
По данным Статистического комитета Республики Армения, в 2020 году коэффициент выбора пола ребёнка составил 1,04 для первого ребёнка, 0,07 для второго и значительно выше — 1,27 для третьего и четвёртого ребенка. Несмотря на то, что наблюдается положительная динамика, особенно в случае третьего ребёнка, учитывая, что в 2020 году этот показатель составлял 1,40 как и в предыдущем 2019 году, выбор пола ребёнка остается существенной проблемой в Армении. По данным Министерства здравоохранения Армении за 2023 год, соотношение рождаемости мальчиков и девочек в Армении вновь столкнулось с дисбалансом и составило 1,11, что свидетельствует об очевидной ошибке, связанной с абортами по половому признаку в Армении.
Исследование ЮНФПА 2017 года «Распространённость и причины абортов по признаку пола в Армении» также выявило региональные различия в отношении к выбору пола. Исследование показало прямую склонность к мужскому полу при рождении первого ребёнка в Араратской, Ширакской и Лорийской областях. В отличие от этого, в Ереване и Сюникской областях не наблюдалось предвзятости к полу первого ребёнка.

### Законодательные положения
Согласно закону Армении, вторая часть 10-й статьи «О репродуктивном здоровье и репродуктивных правах человека» запрещает аборты по половому признаку после 12 недель. Запрет на аборты в сроке от 12 до 22 недель, когда пол будущего ребёнка может быть установлен, за исключением случаев, предусмотренных частью 10 статьи 8 и обусловленных медицинскими показаниями, был направлен на прекращение абортов по половому признаку. К сожалению, меры регулирования не в полной мере эффективны для решения столь сложной проблемы по двум причинам. Во-первых, решение состоит в том, чтобы не регулировать аборты, поскольку существует вероятность проведения незарегистрированных абортов. Во-вторых, корень проблемы не в абортах по половому признаку, а в социальных ограничениях для женского пола.
Согласно отчёту Управления по правам человека РА за 2020 год, изучение региональных случаев выявило два механизма абортов по признаку пола: медицинские и личные. Отдельные меры включают таблетки для аборта, а именно Мифепристон, и определённые традиционные меры, которые не регулируются законом. В небольшом контрасте с этим, медикаментозные аборты, несмотря на то, что они проводятся по закону, считаются проводимыми незаконно. Расследование показывает, что в небольших региональных больницах не зарегистрировано ни одного случая абортов, что даёт чиновникам основания предполагать, что они проводятся без санкционированной регистрации.
Поиск решения будет сложным, поскольку проблема имеет скрытые грани. Помимо законодательных норм, важное значение имеют меры по расширению и повышению прав женщин и их общественной роли. Ани Джилозян, член Центра поддержки женщин в Ереване, называет законодательное вмешательство «временным решением», а не фундаментальным средством борьбы с традиционными предубеждениями. Аналогичным образом Лара Агаронян, соучредитель Женского ресурсного центра Армении (WRCA), утверждает, что проблему следовало решать в более широком социальном контексте гендерного неравенства, которое воспитывается с детства, и социально-экономического положения женщин, а не посредством нормативных актов, которые напрямую увеличивают количество небезопасных абортов. Кроме того, согласно отчёту Всемирного банка за 2015 год «Изучение феномена «пропавших девочек» в государствах Южного Кавказа», меры по содействию гендерному равенству должны включать повышение устойчивости женщин к давлению посредством расширения экономических прав и возможностей, доступа к активам и агентствам, безопасности и инструментов социальной защиты.

### Кампания с призывом прекратить селективные аборты
Имя, означающее «Хватит» (арм. Բավական) помимо армянского лексического значения «достаточно», также является армянским женским именем. По статистике, семьи, которые хотели мальчика, в конце концов, после рождения третьей девочки, называют её «Բավական», чтобы показать, что им достаточно девочек. Одноимённая кампания «Моё имя — достаточно» была создана для привлечения внимания к проблеме абортов по признаку пола, подчёркивая тот факт, что Армения заняла третье место по частоте абортов по признаку пола среди стран, согласно данным ООН. Кампания была подготовлена Doping Creative Agency совместно с Министерством здравоохранения Армении и профинансирована армянским офисом Фонда ООН в области народонаселения. Некоммерческая кампания стартовала 11 октября 2019 года с символическим включением красного светового эффекта вокруг статуи «Мать Армения». Статуя «Мать Армения» — не только военный символ, но и икона, олицетворяющая роль и коллективную сущность армянской женщины. Красный цвет символизировал чувство ужаса или знак «СТОП». Взаимодополняемость этих двух символов свидетельствует о необходимости прекращения практики абортов по половому признаку, основанной на традиционных и социальных предубеждениях, учитывая истинную сущность армянской женщины.

### Международное признание
Кампания завоевала награды и получила международное признание на нескольких фестивалях. На Киевском международном фестивале рекламы агентство Doping Creative Agency завоевало две золотые награды в номинациях «Out of home» и «Рекламная кампания», а также серебряную в номинации «Медиа». Также на XX Международном фестивале «Серебряный Меркурий» социальная кампания «Моё имя — достаточно» завоевала высшую серебряную награду в номинации «Социальная реклама и благотворительность». Аналогично на Международном фестивале рекламы «Red Apple» ролик «My Name Is Enough» завоевал одну золотую и две бронзовые награды.